# Шалыто, Анатолий Абрамович
Анатолий Абрамович Шалыто (род. 28 мая 1948 года, Ленинград) — профессор, доктор технических наук. Специалист в области автоматного программирования и проектирования алгоритмов логического управления технологическими процессами. С 2004 года заведующий кафедрой Технологии программирования факультета Информационных технологий и программирования (ФИТиП) Университета ИТМО. Преподает на кафедре «Компьютерные технологии». В 2008 году награждён премией Правительства РФ в области образования. В 2018 году в числе первых по стране награждён государственной наградой — знаком отличия «За наставничество».

## Биография

### Научное становление
Анатолий Шалыто окончил школу в 1965 году с серебряной медалью и поступил в «ЛЭТИ». Обучался по специальности автоматика и телемеханика, в 1970 году попал на преддипломную практику в НПО «Аврора», через год с отличием окончил вуз и по распределению вернулся на «Аврору», где прошёл все стадии карьеры от инженера до учёного секретаря .
В объединении Шалыто занимался проектированием корабельных систем логического управления. Когда на «Авроре» появились персональные компьютеры, не являясь программистом, в 1991 году он взялся за разработку технологии программной реализации алгоритмов с выпуском проектной документации (на основе применения конечных автоматов), которая в итоге получила название Switch-технология. Результатом работы уже в 1991 году стала система управления дизель-генератором ДГР-2А, с пониманием которой человек без навыков программирования успешно справлялся. Впоследствии при его участии было создано ещё несколько подобных систем управления, в частности, в сотрудничестве с фирмой Norcontrol (Норвегия).
В 1996 году Шалыто выиграл конкурс издательских проектов Российского фонда фундаментальных исследований и через два года обобщил свой опыт в изданной в издательстве «Наука» в книге «SWITCH-технология. Алгоритмизация и программирование задач логического управления», где ввёл понятие «автоматное программирование». В 2000 году в том же издательстве выпустил книгу «Логическое управление. Методы аппаратной и программной реализации алгоритмов».
В 1977 году он окончил аспирантуру, защитил кандидатскую диссертацию по специальности «Элементы и устройства вычислительной техники и систем управления» и получил степень кандидата технических наук. В 1985-м Шалыто было присвоено учёное звание старшего научного сотрудника по данной специальности, в 2000-м — степень доктора технических наук, с 2001-го — профессор по кафедре компьютерные технологии.

### Преподавательская деятельность
С 1974 по 1991 год Анатолий Шалыто преподавал в Ленинградском институте повышения квалификации руководящих работников и специалистов судостроительной промышленности, где в 1991 получил звание доцента по кафедре управляющие вычислительные системы.
В 1998 году получил от Владимира Парфёнова предложение преподавать на кафедре компьютерные технологии в университете ИТМО. С 2001 по 2004 годы Шалыто был заведующим кафедрой информационные системы, а в 2004 избран заведующим кафедрой технологии программирования.
Анатолий Шалыто соруководит одной из научно-педагогических школ ИТМО. Школа входит в реестр ведущих научных и научно-педагогических центров Петербурга и занимается автоматным программированием, эволюционными вычислениями, машинным обучением и биоинформатикой. Также он один из руководителей международной научной лаборатории «Компьютерные технологии», где проводятся исследования по технологиям программирования, машинному обучению и биоинформатике.

### Инициативы
В 2002 году на открытии полуфинальных соревнований командного чемпионата по программированию ICPC Анатолий Шалыто объявил об инициативе «За открытую проектную документацию» (Foundation for Open Project Documentation), которая подразумевает создание детальной документации проектов разработки программ. Это развитие движения за открытые программные источники, разновидность open data и open-source software. В 2004 году он выступал с докладом на эту тему на Linux Summit в Хельсинки и Microsoft Research
Academic Days в Петербурге.
В 2005 году Шалыто предложил проект под названием «Технология автоматного программирования: применение и инструментальные средства» — работа по нему была профинансирована Роснаукой. Эта технология по аналогии с унифицированным языком моделирования (UML) призвана создавать ПО автоматически, исключая фактор человеческой ошибки и повышая надёжность решений, от которых зависит жизнь людей — в медицине, транспорте и других сферах. Технология автоматного программирования описана в открытом доступе.
В 2010 году Шалыто начал реализовывать предложенную им инициативу «Сохраним в университетах лучших!» (также известна как Savethebest), направленную на то, чтобы лучшие выпускники оставались на постоянной работе в университете и передавали свой опыт новым студентам. В рамках проекта Шалыто договаривается с ИТ-компаниями о выделении грантов и стипендий талантливым студентам, аспирантам и выпускникам, чтобы они могли преподавать и заниматься наукой, работая только в вузе. Компании, которые поддержали инициативу: группа компаний «Транзас», «Скартел» (бренд Yota), «JetBrains», "Mail.Ru Group, его глава Дмитрий Гришин и глава соцсети «Одноклассники» Илья Широков, Яндекс, SPB Software и другие.

## Вклад в науку

### Исследовательская деятельность

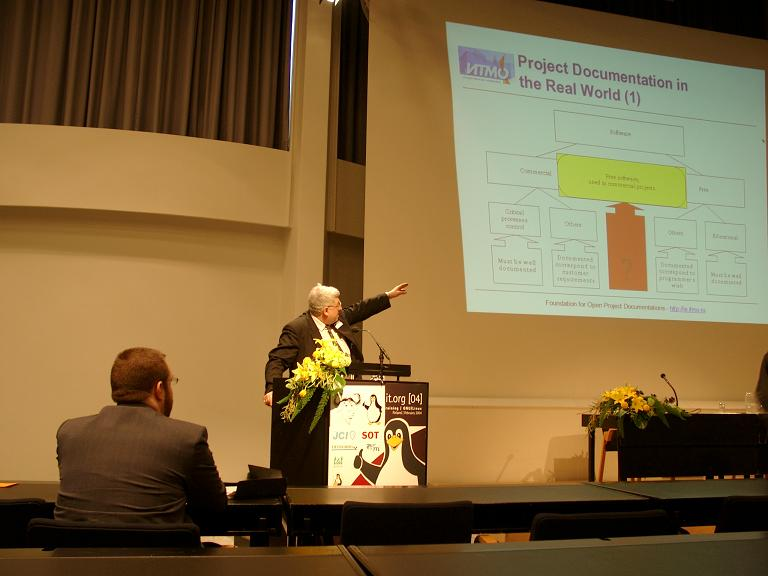
Анатолий Шалыто на Linux-конференции в Хельсинки, 2004 год

Шалыто с 2000 года руководит научно-исследовательской работой «Разработка технологии создания программного обеспечения систем управления на основе автоматного подхода», которая выполняется в рамках программы фундаментальных исследований Минобрнауки России. Задача НИР разработать стандартный подход к созданию систем управления, который дополнит существующий стандарт IEC 61131-3 описания языков программирования ПЛК.
В 2002 году Анатолий Шалыто получил грант РФФИ для проведения исследования по теме «Разработка технологии автоматного программирования», технология основывается на событийно-ориентированном программировании.
В 2011 году кафедра компьютерные технологии под руководством Шалыто выиграла два конкурса в рамках федеральной целевой программы «Научные и научно-педагогические кадры инновационной России». Первый из них относится к области информатики и связан с разработкой метода машинного обучения на основе алгоритмов решения задачи о выполнимости булевой формулы для построения управляющих конечных автоматов. В рамках второго — по биологии — был разработан метод сборки геномных последовательностей, который требует существенно меньше оперативной памяти по сравнению с существующими программными средствами.
С 2015 года Анатолий Шалыто руководит проектом Университета ИТМО, который поддержал Российским научным фондом. Еще один грант этого фонда под руководством Шалыто был выигран в 2019 году.
Шалыто неоднократно участвовал в мероприятиях Институтa инженеров электротехники и электроники (IEEE). С 2015-го он является сопредседателем технического комитета по промышленной информатике (IEEE Technical Committee on Industrial Informatics) и главой подкомитета по машинному обучению в области промышленной информатики (Sub-Committee Chair on Machine Learning in Industrial Informatic).

## Награды и премии
- Знак отличия «За наставничество» (15 марта 2018 года) — за заслуги в профессиональном становлении молодых специалистов и активную наставническую деятельность[2]
- В 2008 году коллектив преподавателей ИТМО, в числе которых был Шалыто, получил премию Правительства РФ в области образования за научно-практическую и методическую разработку «Инновационная система поиска и подготовки высококвалифицированных специалистов в области производства программного обеспечения на основе проектного и соревновательного подходов»[28].
- В сентябре 2008-го Анатолий Шалыто вошел в число победителей Всероссийского конкурса обзорно-аналитических статей по направлению «Информационно-телекоммуникационные системы»[29].
- В октябре 2014 года Шалыто на форуме «Российский промышленник» стал лауреатом конкурса «Эксперт года» по версии журнала «Эксперт Северо-Запад»[30].
- В 2015 году в Смольном соборе губернатор Петербурга Георгий Полтавченко награждал «Почётным знаком Святой Татьяны» — российской покровительницы студентов. Шалыто отметили в категории «Наставник молодёжи»[31].

## Статьи и книги
Анатолий Шалыто член редакционной коллегии журнала «Информационно-управляющие системы», а также входит в различные диссертационные и научно-технические советы.
Научные работы (всего более 200 публикаций) Шалыто опубликованы во многих рецензируемых журналах, в том числе Академии наук — «Автоматика и телемеханика», «Автоматика и вычислительная техника», «Известия Академии наук», «Проблемы передачи информации», «Автометрия», «Программирование». Публиковался в журналах «Мир ПК» и «Программист». Имеет большое число публикаций, проиндексированных в базах Scopus и Web of Science.
Основная библиография:
- Артюхов В. Л., Копейкин Г. А., Шалыто А. А. Настраиваемые модули для управляющих логических устройств. Л.: Энергоиздат, 1981
- Шалыто А. А. SWITCH-технология. Алгоритмизация и программирование задач логического управления. СПб.: Наука. 1998
- Шалыто А. А. Логическое управление. Методы аппаратной и программной реализации алгоритмов. СПб.: Наука. 2000
- Поликарпова Н. И., Шалыто А. А. Автоматное программирование. СПб.: Питер. 2009
- Шалыто А. А. Заметки о мотивации. СПб.: Мозаика МК. 2010
- Вельдер С. Э., Лукин М. А., Шалыто А. А., Яминов Б. Р. Верификация автоматных программ. СПб.: Наука. 2011

## Семья
Жена — Ирина Шалыто. Искусствовед.
Открыла одну из первых андеграундных галерей в 1989 году.
Дочь — Инна Шалыто. Получила образование в Университете телекоммуникаций имени Бонч-Бруевича, специалист по международным отношениям в сфере связи. Карьеру начала в издательском доме SPN. С 2005 по 2007 работала в Yota, отвечала за запуск медиасервисов YotaTV и YotaMusic. В 2009 ушла в «МТС» на пост директора по развитию инновационных продуктов. Потом была директором предприятия в АФК «Система». В 2013 году она стала заместителем председателя нового комитета по промышленной политике, где отвечала за вопросы инноваций — в частности, готовила региональный закон «Об инновациях». С марта 2014 по 2016 года Инна возглавила комитет по развитию туризма в Смольном. По её инициативе были заказаны туристические логотипы города в студии Артемия Лебедева.

## Личные взгляды
Анатолий Шалыто является критиком концепции бесплатного образования. По его мнению, государство терпит значительные убытки от эмигрирующих студентов и выпускников, получивших образование за счёт бюджета. По его мнению, все, кроме отдельных категорий лиц (например, сирот и инвалидов), должны платить за образование сами, а не их родители, после окончания обучения и только в качестве доли зарплаты. Такой подход он назвал «Социально-ориентированное платное образование».